# ゴジラ 怪獣大進撃
『ゴジラ 怪獣大進撃』（ゴジラ かいじゅうだいしんげき）は、1995年12月8日に発売されたゲームギアおよびマスターシステム用ゲームソフト。

## 概要
ゴジラシリーズに登場する怪獣や兵器が登場する、対戦アクションゲームの要素を兼ね備えたターン制の戦略シミュレーションゲームである。プレイヤーは地球防衛軍とゴジラ軍のどちらか一方を選択して操作し、地球防衛軍は建物の破壊を防ぎながらゴジラ軍の怪獣を倒すこと、ゴジラ軍は建物を破壊しながら地球防衛軍の基地を破壊するか同軍を殲滅することが、ゲーム全体における目的となる。2つの陣営のほか、プレイヤーが操作できない3番目の勢力として宇宙怪獣が登場し、こちらを全滅させることが目的のステージもある。
対戦アクションゲームの要素は戦闘シーンにおいて採用されており、地球防衛軍は兵器の使用、ゴジラ軍側は怪獣固有の技を駆使して敵にダメージを与えていく。
ステージは全部で5つで、各シナリオは公開された映画作品をもとに構成されている。最初は4つが選択可能で、各シナリオにはクリア条件が定められている。4つのステージすべてでこれを満たしてクリアすると、最後の5番目のステージをプレイすることができ、これをクリアするとエンディングを見ることができる。
同月に発売されたセガサターン用ソフト『ゴジラ 列島震撼』は本作品の姉妹編とされる。

## ステージ
括弧内の作品は基になった映画作品である。ゴジラとモスラは全ステージに登場する。
ステージ1（『地球攻撃命令 ゴジラ対ガイガン』）
- 登場怪獣・ロボット：ゴジラ、アンギラス、ガイガン、キングギドラ、モスラ
- マップ中にはゴジラタワーがあり、ゴジラ軍は攻撃範囲の中に入った場合にダメージを受ける。

ステージ2（『ゴジラvsビオランテ』『ゴジラvsキングギドラ』）
- 登場怪獣・ロボット：ゴジラ、メカキングギドラ、スーパーX、スーパーX2、モスラ
- メカキングギドラは開始時には登場しておらず、一定のターンが経過すると地球防衛軍側のユニットとして登場する。

ステージ3（『ゴジラvsメカゴジラ』）
- 登場怪獣・ロボット：ゴジラ、ファイヤーラドン、メカゴジラ、ガルーダ、モスラ
- メカゴジラとガルーダは合体してスーパーメカゴジラになることが可能。
- 条件を満たすと、ゴジラがラドンの放射能を吸収してパワーアップするイベントが起きる。

ステージ4（『ゴジラvsスペースゴジラ』）
- 登場怪獣・ロボット：ゴジラ、スペースゴジラ、モゲラ、モスラ
- このマップのゴジラは、最初からラドンの放射能を吸収してパワーアップした状態になっている。
- スペースゴジラはマップ中の福岡タワーを模した建物を中心とした結晶体のフィールドの中におり、この中ではスペースゴジラに毎ターン常に大幅に体力を回復される。タワーを破壊することでこの供給源を断つことができる。

ステージ5（『ゴジラ（1954）』）
- 登場怪獣：ゴジラ、モスラ
- 地球防衛軍側はこのステージに限り、条件を満たすとオキシジェンデストロイヤーの使用が可能になり、海上でゴジラに対して使用すると一撃でゴジラを倒すことができる。